# Gardner Ackley
Gardner Ackley (ur. 30 czerwca 1915, zm. 12 stycznia 1998 w Ann Arbor, Michigan) – amerykański ekonomista, przewodniczący Zespołu Doradców Ekonomicznych w latach 1964–1968.